# Liste der Straßen in Oberhausen-Borbeck
Die Liste der Straßen in Oberhausen-Borbeck beschreibt das Straßensystem im Oberhausener Stadtteil Borbeck mit den entsprechenden historischen Bezügen.

## Überblick
In Borbeck leben 8169 Einwohner (Stand: 31. Dezember 2014). Borbeck bildet zusammen mit Osterfeld, Osterfeld-Heide und Vonderort den Postleitzahlenbezirk 46117.
Der Stadtteil wird – im Norden beginnend – im Uhrzeigersinn folgendermaßen begrenzt: Rhein-Herne-Kanal zu Osterfeld und Vonderort, Vondernstraße, Bahnstrecke Duisburg-Wedau–Bottrop Süd und Ripshorster Straße zum Essener Stadtteil Dellwig sowie Bahnstrecke Wedau–Bottrop Süd und Osterfelder Straße zur Neuen Mitte Oberhausen.
In Borbeck gibt es 19 benannte Verkehrsflächen, darunter keinen Platz. Davon befinden sich drei Straßen nur teilweise im Stadtteil:

Die Einbleckstraße wird in Osterfeld fortgeführt, Tunnel- und Ripshorster Straße in Essen-Dellwig.
Durch Borbeck führt keine Bundes-, Landes- oder Kreisstraße.

## Übersicht der Straßen und Plätze
Die nachfolgende Tabelle gibt eine Übersicht über die vorhandenen Straßen, Wege und Plätze im Stadtteil sowie einige dazugehörige Informationen.
- Name: aktuelle Bezeichnung der Straße oder des Platzes.
- Länge/Maße in Metern:
- Die in der Übersicht enthaltenen Längenangaben sind gerundete Übersichtswerte, die in Google Earth mit dem dortigen Maßstab ermittelt wurden. Sie dienen Vergleichszwecken und werden, sofern amtliche Werte bekannt sind, ausgetauscht und gesondert gekennzeichnet.
Bei Plätzen sind die Maße in der Form a × b angegeben.
- Der Zusatz im Stadtteil gibt an, dass die Länge die des Straßenabschnitts innerhalb Borbecks ist, sofern die Straße in benachbarte Stadtteile weitergeführt wird.
- Der Zusatz ohne Stichstraßen gibt bei verzweigten Straßen die Länge der „Hauptstraße“ an.
- Der Zusatz (alle Straßenabschnitte zusammen) gibt an, dass die Straße so verwinkelt ist, dass keine „Hauptstraße“ besteht. Stattdessen wird die Länge aller Straßenabschnitte zusammengezählt.
- Herleitung: Ursprung oder Bezug des Namens
- Anmerkungen: zusätzliche Informationen
- Bild: Foto der Straße oder eines anliegenden Objekts

| Name               | Länge/Maße (in Metern)      | Herleitung                                                        | Datum der Benennung | Bemerkungen | Bild                               |
| ------------------ | --------------------------- | ----------------------------------------------------------------- | ------------------- | --- | ---------------------------------- |
| Am Barchembach     | 550 ohne Stichstraßen: 300  | Barchembach, früher offener Wasserlauf                            |                     | Der Barchembach ist heute verrohrt und dient als Abwasserkanal. Die Straße Am Barchembach ist eine verzweigte Siedlung im Nordwesten Borbecks zwischen Klaumer Bruch und Scheppmannstraße. |                                    |
| Ankerstraße        | 600 ohne Stichstraßen: 300  | Anker, Erinnerung an die ehem. Schleuse III                       | 1940                | Hier befand sich früher die Schleuse III am Rhein-Herne-Kanal. Die Ankerstraße hieß deswegen bis 1940 An der Schleuse. Heute erinnern die Straßennamen Ankerstraße und Hafenstraße an die ehemalige Schleuse. Die Ankerstraße führt von der Quellstraße als Fortsetzung der Tunnelstraße bis zum Kanal. Eine Stichstraße parallel zum Kanal und eine bogenförmige Seitenstraße zur Quellstraße sind ihr ebenfalls zugeordnet.                                                              |                                    |
| Auf dem Horst      | 230                         | alte Katasterbezeichnung                                          |                     | 1823 bezeichnete „auf dem Horst“ eine Fläche bezeichnet, die als Restfläche von erdgeschichtlichen Einbrüchen, wesentlich höher als das umliegende Gebiet des Klaumerbruchs lag. Die Straße Auf dem Horst ist eine Stichstraße zur Einbleckstraße. |                                    |
| Buschkämpen        | 400                         | alte Katasterbezeichnung, „mit Schutzbüschen eingegrenzte Felder“ | 1915                | Auf der Karte von 1823 lag östlich des Klaumerbruchs das Buschkempchen, ein Gebiet mit Nutzfeldern (Kämpfen), die mit Schutzbüschen eingegrenzt waren. Die Straße Buschkämpen verbindet die Einbleckstraße mit In der Sandgathe. Bis 1915 hieß sie Eisenstraße. |                                    |
| Einbleckstraße     | 550                         | alte Katasterbezeichnung, „zusammenhängende Feldfläche“           |                     | Auf der Karte von 1825–1866 ist im Gebiet der Einbleckstraße die Flurbezeichnung Das Einbleck eingetragen, die eine zusammenhängende Feldfläche meint, in diesem Fall die Bruchwiesen, durch die die Straßen führt. Die Einbleckstraße führt von der Ripshorster Straße nordwärts bis über den Kanal, wo sie in Vonderort fortgeführt wird. An ihr befindet sich die katholische Kirche St. Judas Thaddäus von 1960, die heutzutage eine Filialkirche von St. Pankratius in Osterfeld ist. |                                    |
| Hafenstraße        | 490 ohne Stichstraßen: 290  | Erinnerung an die ehem. Schleuse III                              |                     | Zusammen mit der Ankerstraße erinnert die Hafenstraße an die ehemalige Schleuse III des Rhein-Herne-Kanals, die sich früher hier befand. Die Hafenstraße führt bogenförmig von der Ankerstraße weg und wieder zu ihr zurück, mehrere Stichstraßen sind ihr zugeordnet. |                                    |
| In der Sandgathe   | 400                         | „enger, sandiger Durchlass“                                       |                     | Die Sandgathe war auf der Karte von 1823 ein kleiner, sandiger Hohlweg, der auf Essener Gebiet zwischen dem Klaumerbruch und Rahmanns Feld lag. Die Straße In der Sandgathe führt von der Einbleckstraße ostwärts, macht einen rechtwinkligen Bogen und führt dann zur Quellstraße. |                                    |
| Klaumer Bruch      | 420 ohne Stichstraßen: 250  | alte Flurbezeichnung („Klaumer Bruch“)                            | 1934                | Der Klaumer Bruch war ein Sumpfgebiet in Dellwig. Die Straße Klaumer Bruch verbindet Quellstraße und Am Barchembach. Bis 1934 hieß sie Jacobistraße. |                                    |
| Küppers Hof        | 250                         |                                                                   | 2007                | Die Straße Küppers Hof verbindet Sühl- und Ripshorster Straße. Hier befindet sich die Havensteinschule von 1926. Bis 1936 trug die Straße den Namen Huyssenstraße, dann zunächst Karl-Peters-Straße, nach dem deutschen Afrikaforscher und Kolonialisten Carl Peters. Wegen dessen rassistischer und imperialistischer Einstellung wurde die Straße 2007 umbenannt. |                                    |
| Oberbruch          | 100                         | liegt im alten Großen Klaumer Bruch                               |                     | In Anlehnung an die ältere Straße Unterbruch wurde der Oberbruch nach seiner Lage im Großen Klaumer Bruch benannt. Die Straße verbindet In der Sandgathe und Buschkämpen parallel zum Unterbruch. |                                    |
| Quellstraße        | 800                         | ehem. Quellgebiet                                                 |                     | Früher gab es hier ein großes Quellgebiet, das inzwischen durch die Eingriffe in Emscher und Rhein-Herne-Kanal ausgetrocknet oder versickert ist. Die Quellstraße durchquert das gesamte besiedelte Gebiet Borbecks, sie führt von hinter der Sühlstraße bis zur Stadtgrenze zu Essen. Hier befindet sich das evangelische Gemeindezentrum an der Quellstraße, das zur Evangelischen Kirchengemeinde Dellwig-Frintrop-Gerschede gehört.                                                    |                                    |
| Ripshorster Straße | 1900 im Stadtteil           | führt durch die Felder des Hauses Ripshorst                       | 1915                | Die Straße führt durch die Felder des Hauses Ripshorst, eines ehemaligen Gutshofs an der Emscher, der heute als Informationszentrum genutzt wird. Die Ripshorster Straße durchquert Borbeck, sie beginnt an der Osterfelder Straße und führt bis zum Unterbruch, an dem sie in Dellwig unter gleichem Namen fortgeführt wird. An der Kreuzung zur Werkstraße befindet sich ein Teil der Riwetho-Siedlung der Gutehoffnungshütte. Bis 1915 trug die Straße den Namen Osterfelder Straße.    | Haus Ripshorst                     |
| Scheppmannstraße   | 450 ohne Stichstraßen: 240  | Scheppmanns Hof, alter Bauernhof                                  | 1915                | Die Straße wurde in einem Feld angelegt, das zum Scheppmanns Hof gehörte. Die Scheppmannstraße führt von der Einbleckstraße zum Klaumer Bruch, drei Verbindungen zu Am Barchembach sind ihr ebenfalls zugeordnet. Bis 1915 hieß die Straße Hanielstraße. |                                    |
| Sühlstraße         | 1060 ohne Stichstraßen: 800 | alte Flurbezeichnung, „Schlammniederung, Lache“                   | 1915                | Die Sühlstraße liegt im Gebiet der alten Flurbezeichnung „Ripshorster Sühl“. Der Name deutet darauf hin, dass sich das Vieh oder Wild hier gesuhlt hat. Die Straße führt von der Ripshorster Straße nordostwärts zur Einbleckstraße. Bis 1915 hieß sie Kanalstraße. | Emscher-Klärpark an der Sühlstraße |
| Thomasstraße       | 90                          | Sidney Thomas, 1850–1885, bedeutender britischer Metallurg        |                     | Die Thomasstraße ist eine kleine Stichstraße zur Werkstraße. Mit dieser und einigen Häusern auf der Ripshorster Straße zusammen bildet sie die Riwetho-Siedlung. |                                    |
| Tunnelstraße       | 140                         | führt durch einen Tunnel                                          |                     | Die Tunnelstraße verbindet die Ripshorster Straße in Essen-Dellwig mit der Quellstraße in Oberhausen-Borbeck und unterquert dabei die Bahnstrecke Wedau–Bottrop-Süd. Von dieser Unterführung ist der Name Tunnelstraße abgeleitet. |                                    |
| Unterbruch         | 270                         | liegt im tieferen Teil des alten Großen Klaumer Bruchs            | 1915                | Die Straße Unterbruch führt von der Ripshorster Straße nordwärts zur Quellstraße. Bis 1915 hieß sie Hammerstraße. |                                    |
| Werkstraße         | 300                         | Werk-Kolonie der Gutehoffnungshütte                               | 1915                | Die Werkstraße ist eine Stichstraße zur Ripshorster Straße und bildet zusammen mit einigen Häusern auf dieser sowie der Thomasstraße die ehemalige Werkkolonie der Gutehoffnungshütte, nach der sie benannt ist, die Riwetho-Siedlung. Bis 1915 trug sie den Namen Koloniestraße. | Werkstraße                         |

## Liste ehemaliger Straßen
| Name               | von  | bis  | umbenannt in (aktuell) | Herleitung | Bemerkungen |
| ------------------ | ---- | ---- | ---------------------- | --- | --- |
| An der Schleuse    |      | 1940 | → Ankerstraße          | Die Straße lag an der Schleuse III des Rhein-Herne-Kanals.                                                           | |
| Eisenstraße        |      | 1915 | → Buschkämpen          | | |
| Hammerstraße       |      | 1915 | → Unterbruch           | | |
| Hanielstraße       |      | 1915 | → Scheppmannstraße     | benannt nach der Unternehmerfamilie Haniel aus Duisburg-Ruhrort, die Mitbegründer späteren Gutehoffnungshütte waren. | Der Straßenname stand in Bezug zur Huyssen- und zur Jacobistraße. Die drei Straßen waren nach den drei Begründern der Gutehoffnungshütte benannt. |
| Huyssenstraße      |      | 1936 | → Küppers Hof          | Heinrich Arnold Huyssen, 1779–1870, deutscher Unternehmer und Mitbegründer der Gutehoffnungshütte                    | Der Straßenname stand in Bezug zur Huyssen- und zur Jacobistraße. Die drei Straßen waren nach den drei Begründern der Gutehoffnungshütte benannt. Die Huyssenstraße hieß nach 1936 zunächst Karl-Peters-Straße.                                        |
| Jacobistraße       |      | 1934 | → Klaumer Bruch        | Gottlob Jacobi, 1770–1823, deutscher Unternehmer und Mitbegründer der Gutehoffnungshütte                             | Der Straßenname stand in Bezug zur Haniel- und zur Huyssenstraße. Die drei Straßen waren nach den drei Begründern der Gutehoffnungshütte benannt. |
| Kanalstraße        |      | 1915 | → Sühlstraße           | Die Straße führt zum Rhein-Herne-Kanal.                                                                              | |
| Karl-Peters-Straße | 1936 | 2007 | → Küppers Hof          | Carl Peters, 1856–1918, deutscher Afrikaforscher und Kolonialist                                                     | Die Straße hieß bis 1936 Huyssenstraße, bevor sie durch die Nationalsozialisten nach ihrem ideologischen Vorbild Karl Peters benannt wurde. Wegen dessen rassistischer und imperialistischer Ideologie wurde die Straße 2007 in Küppers Hof umbenannt. |
| Koloniestraße      |      | 1915 | → Werkstraße           | Die Straße liegt in der Werk-Kolonie der Gutehoffnungshütte, der heutigen Riwetho-Siedlung.                          | |
| Osterfelder Straße |      | 1915 | → Ripshorster Straße   | führt nach Osterfeld                                                                                                 | |